# Relâmpago

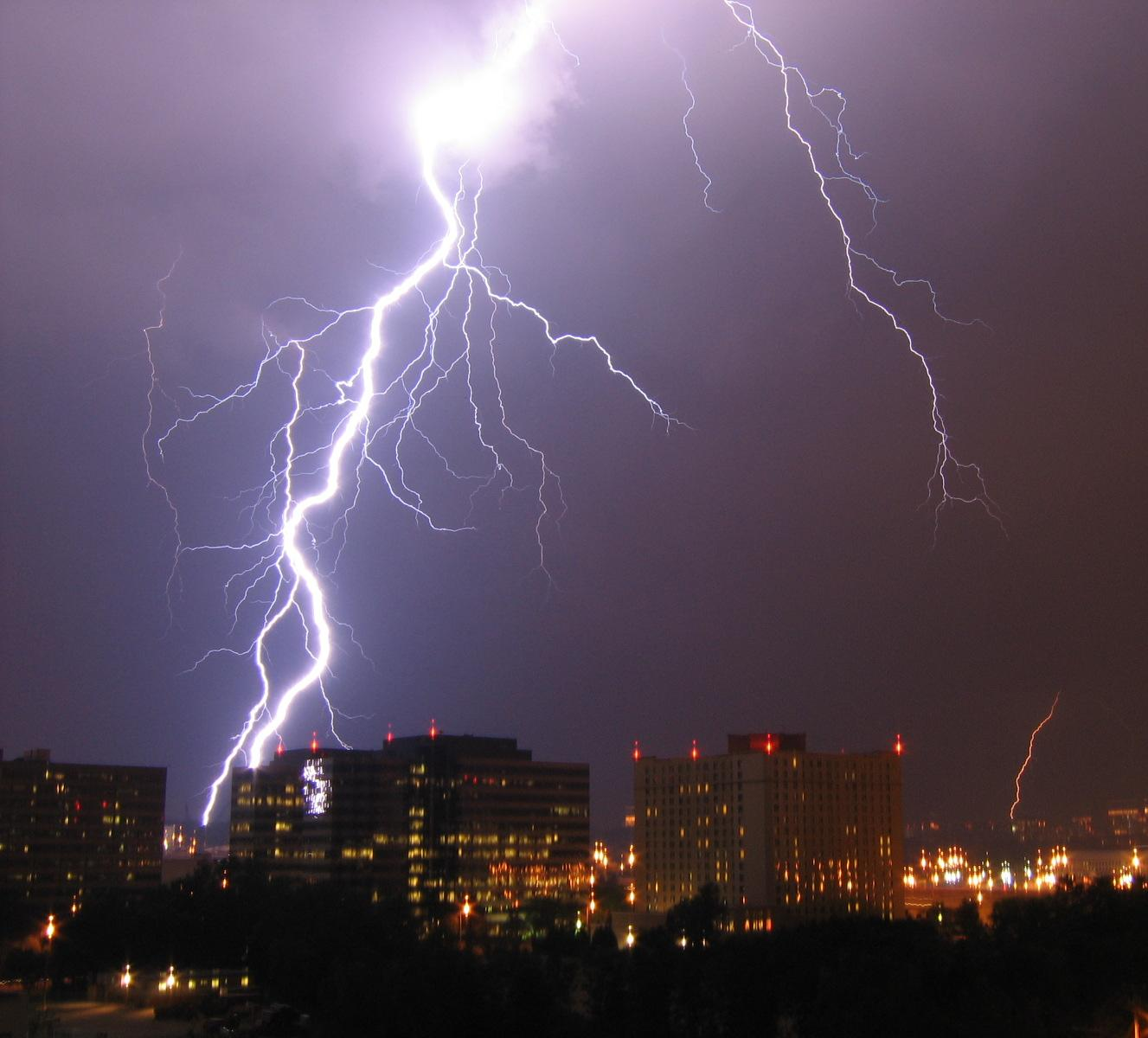
Um raio, acompanhado de relâmpago (clarão intenso).

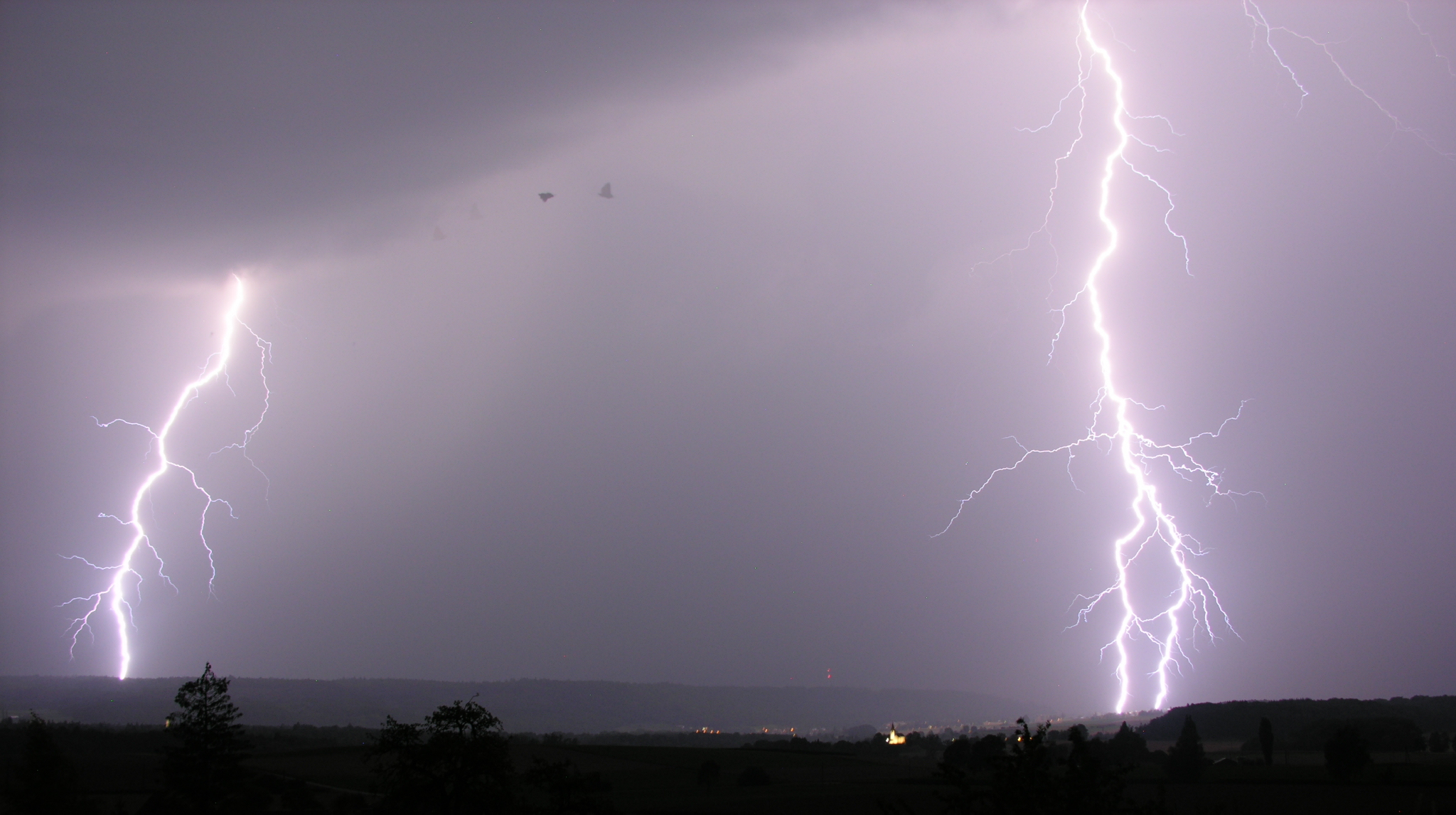
Os canais de plasma que emitem o relâmpago.

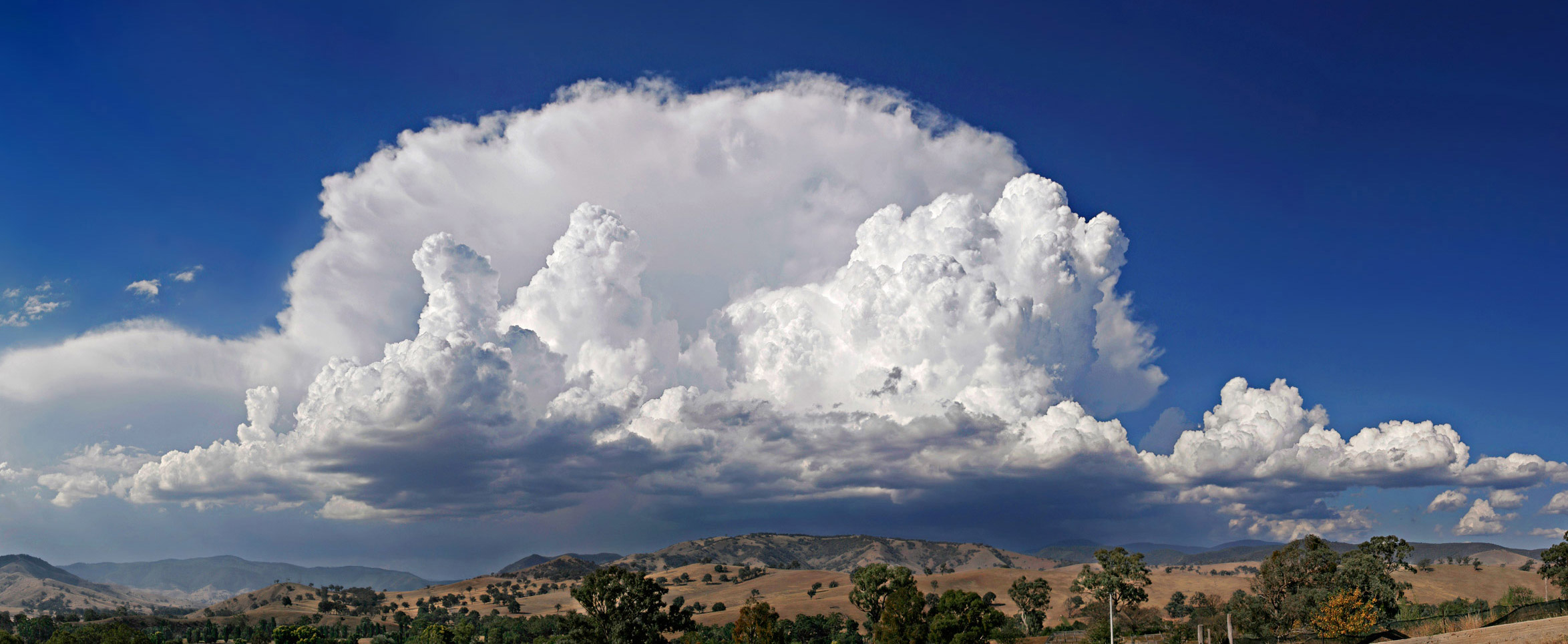
Cumulonimbo, o tipo de nuvem frequentemente associado às trovoadas.

O relâmpago (do latim: re- + lampare, infinitivo de lampare, "brilhar"), também referido como corisco, lôstrego ou relampo, é a emissão intensa de radiação electromagnética resultante de uma descarga electrostática na atmosfera (o raio) produzida por uma grande diferença de potencial elétrico entre porções de matéria (nuvem-nuvem ou solo-nuvem). A descarga provoca uma corrente eléctrica de grande intensidade que ioniza o ar ao longo do seu percurso, criando um plasma sobreaquecido que emite radiação electromagnética, parte da qual sob a forma de luz no espectro visível (o relâmpago propriamente dito). O relâmpago é percebido pelo olho humano como um repentino clarão de intensa luminosidade, frequentemente com acentuada cintilação, que precede ou acompanha o trovão, embora durante a noite o relâmpago possa ser visto sem ser acompanhado pelo trovão (fenómeno conhecido por "gelação") e durante o dia o trovão possa ser ouvido sem que o relâmpago seja percebido. De acordo com uma análise da Organização Meteorológica Mundial (OMM) em 2018, um mega-relâmpago cortou a atmosfera do Brasil, estendendo-se a mais de 700 quilômetros da costa do Atlântico até a fronteira da Argentina. Este foi o único raio mais longo já registrado.

## Origem
A origem do relâmpago e do trovão foi objecto de muita especulação e investigação ao longo dos séculos, originando múltiplas explicações de cariz religioso, mitológico e científico. Nas culturas de matriz europeia, a primeira explicação de cunho científico que se conhece foi escrita pelo filósofo grego Aristóteles, no século III a.C., atribuindo o ruído à colisão entre nuvens e o relâmpago ao incêndio de uma exalação ejectada pelas nuvens. Subsequentemente, foram sendo produzidas diversas teorias com variantes à explicação aristotélica, que, com cambiantes vários, foram generalizadamente aceites até ao século XIX.
Após as experiências de Benjamin Franklin e de Louis Guillaume Lemonnier terem demonstrado a natureza eléctrica das trovoadas, conjugado com o conhecimento entretanto adquirido sobre as leis dos gases, por meados do século XIX ganhou aceitação a teoria de que o raio produzia um vácuo cujo preenchimento súbito pelo ar circundante provocava a explosão que originava o trovão. Teorias alternativas atribuíam o relâmpago e o trovão a uma explosão de vapor por sobreaquecimento da humidade do ar provocado pela passagem da corrente eléctrica ou à detonação de compostos químicos voláteis criados pela passagem da electricidade através do ar Os desenvolvimentos no conhecimento dos plasmas, dos mecanismos de ionização e do electromagnetismo permitiram demonstrar que o relâmpago resulta da emissão de radiação electromagnética, incluindo luz visível, quando o plasma gerado no canal de propagação do raio é atravessado pela intensa corrente eléctrica da descarga.
O mecanismo atrás descrito é consequência de numa trovoada se gerarem descargas electrostáticas que restabelecem o equilíbrio de potencial eléctrico entre áreas das nuvens e do solo com cargas eléctricas opostas. O ar, que em geral funciona como isolador eléctrico, quando a tensão eléctrica gerada pelo campo electrostático excede a sua tensão de ruptura dieléctrica ioniza-se e torna-se condutor, permitindo o início da descarga, a qual, em resultado da enorme corrente gerada e da grande resistência eléctrica do ar, aquece rapidamente o pequeno canal condutor criado, transformando o ar nele contido num plasma que se expande a velocidade supersónica. É a luz emitida por este plasma que produz o relâmpago e cujo brilho torna visível o canal ionizado como o "raio".
A temperatura medida por análise espectral no interior do canal do raio, que em geral tem apenas 2 – 5 cm de diâmetro, varia de forma típica durante os cerca de 50 μs em que o ar se mantém completamente ionizado, subindo rapidamente de cerca de 20 000 K para cerca de 30 000 K, descendo então gradualmente até cerca de 10 000 K, desvanecendo-se de seguida. O valor médio da temperatura do plasma formado é de aproximadamente 20 400 K (cerca de 20 100 °C), quase quatro vezes superior ao valor médio de 5 502 °C registados na superfície do Sol. A emissão de luz ocorre ao longo de uma estrutura de uma configuração grosseiramente cilíndrica, tendo como eixo o canal ionizado, o qual em média tem 5 – 6,5 km de comprimento.
Aos efeitos de natureza termodinâmica há que juntar os efeitos de origem electrodinâmica, nomeadamente da constrição axial (ou z-pinch), que resultam da acção electromagnética da enorme corrente eléctrica que percorre o plasma durante a formação do raio
Estima-se que em média apenas cerca de 9% da energia dissipada na descarga é transformada em radiação electromagnética, sendo o restante dissipado como calor (90%) e como como ondas de pressão (1%), dando origem ao trovão. Dada a presença de fortes componentes sob a forma de ondas de rádio e de radiação ionizante, a parte visível do espectro corresponde a uma percentagem diminuta do total da energia dissipada.

## Características ópticas
O relâmpago é geralmente percebido pelo observador como um intenso pulso de luz branca ou azulada, com uma duração de algumas dezenas de milissegundos, por vezes com um marcado tremeluzir, que nalguns casos pode deixar perceber uma rápida sequência de dois ou mais clarões de diferente intensidade.
A cor do relâmpago, resulta de dois efeitos distintos: (1) a emissão térmica do plasma e do ar sobreaquecido circundante do canal de descarga, cujo comprimento de onda, nos termos da Lei de Planck é ditada pela respectiva temperatura; e (2) as emissões espectrais resultantes da ionização dos gases componentes do ar nas transições quânticas entre os diferentes níveis de energia durante a formação do plasma e subsequente retorno à neutralidade.
A emissão térmica, em consequência das elevadas temperaturas do plasma gerado (mais de 20 100 °C), produz uma radiação luminosa com uma forte componente na parte mais energética do espectro visível, tendendo para o azulado e o violáceo (de acordo com a lei de Planck, esta coloração correspondente aos menores comprimento de onda da região visível). Contudo, o canal de plasma e o ar sobreaquecido circundante apresentam uma vasta gama de temperaturas, correspondentes a diferentes picos de emissão, o que promove a emissão em banda alargada, resultando no branqueamento do relâmpago por combinação das diversas cores geradas.
As emissões espectrais, num processo de geração de luz semelhante às lâmpadas de descarga (como as vulgares lâmpadas fluorescentes), são o resultado da ionização dos gases componentes do ar, emitindo em diversas frequências características, num processo que também contribuiu para fazer tender a luz do relâmpago para o branco. Contudo, nas descargas precursoras a partir de objectos no solo e nos halos que se formam em torno de estruturas durante a fase inicial da descarga, em que este tipo de emissão predomina, as cores correspondentes À excitação do azoto atmosférico predominam, resultando em cores purpurescentes.
Como a luz de menor comprimento de onda (os tons azulados) sofrem maior atenuação no ar, os relâmpagos próximos tendem a ser percebidos como azuis, ou pelo menos fortemente azulados, enquanto os mais distantes são percebidos como brancos ou mesmo alaranjados quando muito distantes e abaixo do horizonte.
O aspecto cintilante do relâmpago resulta das múltiplas descargas produzidas em cada evento, resultado da formação de múltiplos canais ou de descargas sucessivas ao longo de mesmo canal ionizado, fenómeno particularmente frequente nas descargas nuvem-solo. Os pulsos de maior luminosidade, em geral separados por microssegundos, correspondem a pulsos de intensificação da descarga resultante das correntes de retorno.

## Características da radiação electromagnética emitida
O relâmpago tem um espectro extremamente alargado, com emissões muito para além dos limite da luz visível. Na composição espectral da radiação electromagnética associada ao relâmpago estão frequências que vão desde as ondas rádio ultralongas (VLF) aos raios gama de alta energia, passando pela luz visível e pelos raios-X. A enorme dispersão do espectro electromagnético associada aos relâmpagos, resulta do canal de plasma do raio ser um emissor electromagnético de banda larga, cuja amplitude de emissão nas diferentes frequências varia durante o relâmpago por ser dependente dos processos electrodinâmicos que ocorrem a cada momento.
Todos os processos associados com o movimento de cargas eléctricas implicam necessariamente alterações nos campos eléctricos e magnéticos, alterações que resultam na emissão de radiação electromagnética. No caso das descargas geradoras dos relâmpagos, as enormes correntes envolvidas emitem ondas de rádio com uma gama de frequências que se estende desde abaixo de 1 Hz até aos 300 MHz, com um pico de intensidade nas frequências de 5 a 10 kHz.
No gama de frequência extremamente baixa (ELF) (3–300 Hz), as ondas de rádio sofrem pouca atenuação e tendem a seguir a curvatura da Terra, podendo propagar-se por diversas vezes em torno do planeta antes de decaírem para o ruído de fundo. Estas características de propagação são potenciadas pela ressonância Schumann, um fenómeno resultante da superfície terrestre e a ionosfera formarem uma cavidade ressonante que, quando excitada pela radiação proveniente da descarga, desenvolve estados ressonantes em torno dos comprimentos de onda que sejam aproximadamente iguais a um submúltiplo integral da circunferência equatorial terrestre. No caso dos relâmpagos, esse fenómeno leva a uma amplificação dos sinais abaixo de 100 Hz, permitindo que um receptor de rádio sintonizado nestas frequências, localizado em qualquer parte do mundo, possa detectar as descargas ocorridas em qualquer outro ponto do planeta.
Na parte menos energética do espectro electromagnético, nas frequências mais baixas, as descargas para o solo têm uma forte componente em torno dos 10 kHz, associada ao início da descarga de retorno. Essa emissão provoca a típica interferência das trovoadas nas emissões de radiodifusão em onda longa e nas frequências mais baixas da onda média, produzindo um ruído audível e facilmente identificável, na prática permitindo que um receptor de rádio de modulação em amplitude seja utilizado como um detector de trovoada.
Por outro lado, o espectro de emissão do plasma atravessado pela descarga é determinado pelos processos físicos que dão origem ao relâmpago, reflectindo as propriedades do plasma, a densidade de carga, a densidade de electrões e a temperatura do canal. Na região da luz visível (400 — 700 nm), ou seja naquilo que comummente se refere como o "relâmpago", na estrutura do espectro emitido podem ser distinguidas duas componentes de origem distinta: (1) as linhas essenciais, correspondentes às linhas espectrais dos espectros de emissão dos gases da atmosfera que são ionizados ao longo do canal da descarga; e (2) as linhas características, variáveis entre eventos, reflectindo as características essenciais de cada descarga.
As linhas essenciais estão presentes em todas as descargas, sendo o reflexo directo da composição química da atmosfera, revelando essencialmente as linhas espectrais de emissão dos diversos iões resultantes da remoção de electrões dos gases componentes do ar. As linhas espectrais mais intensas correspondem à emissão de diversas formas de azoto [NII (399,5 nm), NII (463,0 nm), NII (480,3 nm), NII (500,5 nm), NII (568,0 nm), NII (594,2 nm) e NI (648,2 nm)], do oxigénio [Oneutral (777,4 nm)] e do hidrogénio [Hβ (486,1 nm) e Hα (656,3 nm)]. Aparecem ainda duas linhas de emissão nos comprimentos de onda de 604,6 nm e 619,4 nm.
As linhas características reflectem essencialmente a temperatura do plasma no canal de descarga e a densidade da corrente eléctrica que o atravessa, sendo a sua estrutura e intensidade relativa afectadas por fenómenos de natureza electrodinâmica.
Os pulsos de emissão de raios-X e de raios gama resultam de fenómenos de alta energia, consequência da aceleração dos electrões até energias entre 30 keV e 20 MeV. Os electrões são acelerados pelo campo eléctrico para velocidades próximas da velocidade da luz, criando cascatas de electrões, num processo de reacção em cadeia. Estes electrões acelerados quando são absorvidos por colisão com um átomo emitem um fotão com energia na gama dos raios-X ou dos raios gama.
Contudo, a emissão pelas trovoadas de pulsos terrestres de raios gama (terrestrial gamma-ray flashes) está associada a processos relativísticos de criação e destruição de antimatéria, já que foi detectada a presença de positrões na região de origem desses pulsos. O processo de formação mais provável será o mecanismo de retroalimentação relativística em resultado de uma avalanche de electrões relativísticos (RREA, de relativistic-runaway-electron avalanche)

## Eventos luminosos transientes

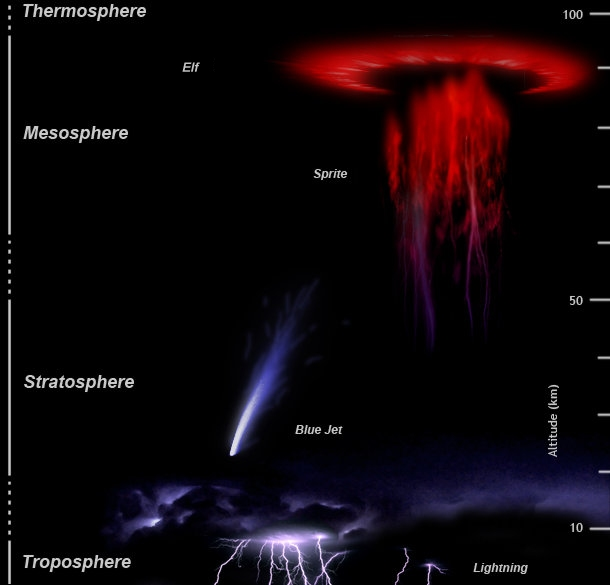
Diagrama mostrando o aspecto e altitude de formação dos TLE's.

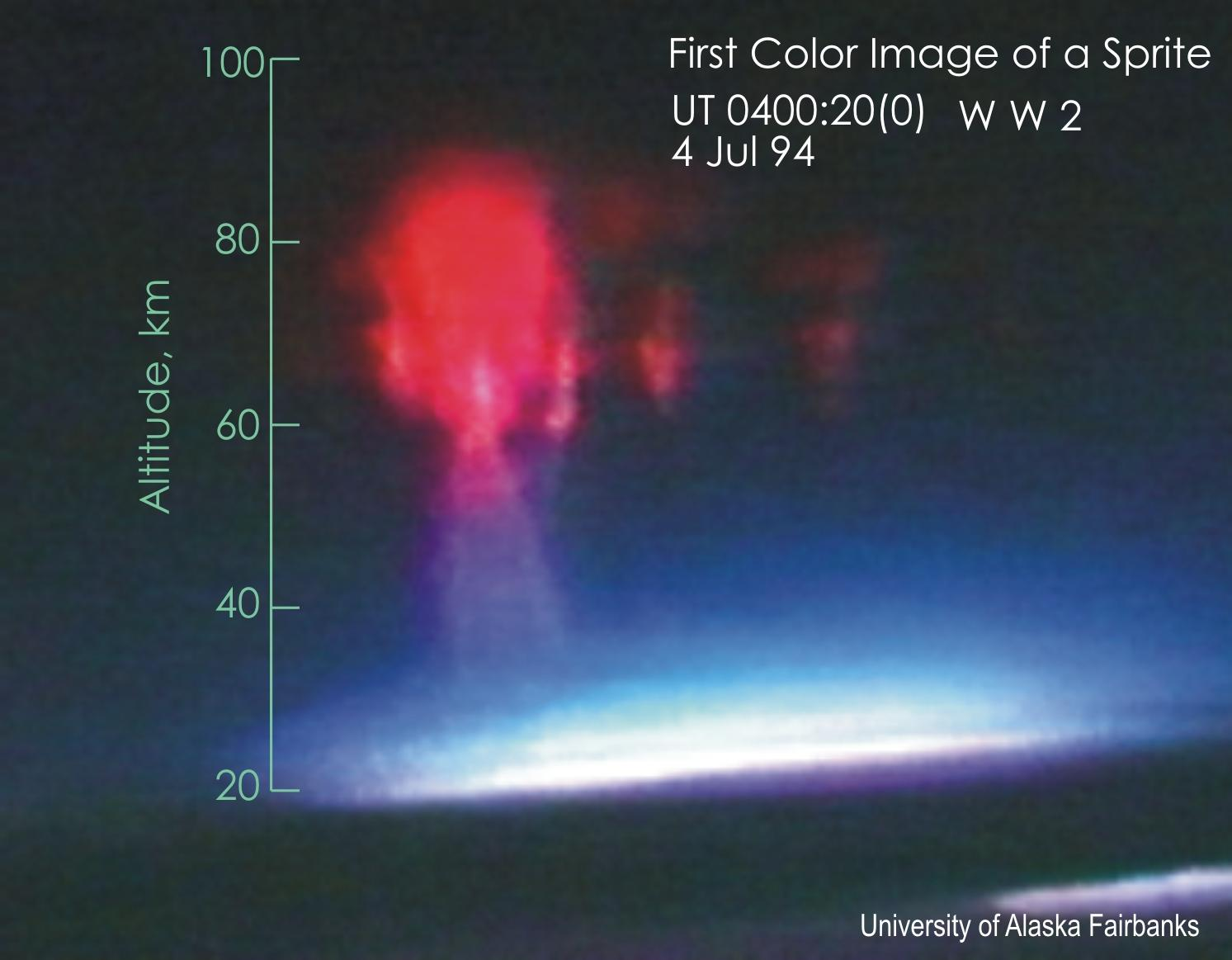
Fotografia de um sprite.

Para além dos comuns relâmpagos, surgem associados às trovoadas eventos luminosos transientes (conhecidos pela sigla TLE, do inglês: transient luminous events), emissões ópticas de curta duração, e em geral de luminosidade muito menor do que o relâmpago, que se desenvolvem na média e alta atmosfera por cima de trovoadas activas. Estes fenómenos, que se distribuem em altitude desde a parte superior da troposfera até à ionosfera, são o reflexo dos desequilíbrios electrostáticos gerados pelas descargas, em particular pelas descargas nuvem-solo, e da propagação pela ionosfera do pulso electromagnético (EMP) resultante das enormes correntes eléctricas transientes que em microssegundos percorrem os canais de descarga. As intensas descargas positivas nuvem-solo, que por vezes transferem mais de 100 Coulomb de carga positiva para o solo, aparecem frequentemente associadas a estes fenómenos.
Estas emissões ópticas, que podem ser consideradas como formas exóticas de relâmpago, apesar de receberem o nome colectivo de eventos luminosos transientes, são um conjunto muito variado de fenómenos, diferindo substancialmente em génese, localização e aspecto. As escalas dimensionais relevantes variam de dezenas de metros a dezenas e centenas de quilómetros, enquanto que as escalas temporais variam de centenas de μS a centenas de ms. A compreensão global desses fenómenos, na sua maioria apenas recentemente observados, é ainda incipiente e muitos detalhes sobre seus efeitos físico-químicos na atmosfera não são presentemente conhecidos. Sem tradução lusófona geralmente aceite, os fenómenos ópticos transientes são em geral agrupados em: (1) blue starters/blue jets; (2) sprites; e (3) elves.
1. Blue jets (jactos azuis) são fontes móveis de luz azul que se desenvolvem lentamente a partir do topo das nuvens de trovoada activas até altitudes de cerca de 50 km; os blue starters (precursores azuis) são breves jatos ascendentes de luz azul que se propagam apenas alguns quilómetros  acima da nuvem que os origina, terminando abaixo dos 26 km de altitude. Este grupo de fenómenos luminosos foram observadas pela primeira vez na década de 1990.[18]
2. Sprites (duendes) aparecem como um conjunto de colunas luminosas vermelhas, de curta duração (< 50 ms), que se estendem de 30 a 90 km de altitude. Cerca de 80% dos sprites estão associados a eventos de emitem radiação electromagnética de muito baixa frequência (ELF) e a descargas positivas nuvem-solo e parecem resultar de do retorno de descargas atmosféricas com grandes correntes de pico.
3. Elves (elfos) são os induzidos pelas descargas, ocorrendo a altitudes de 90–95 km acima do solo, na parte inferior da ionosfera, podendo ocorrer  a mais de 300 km de distância lateral em relação à trovada. Aparentam ser o resultado da interacção entre a ionosfera e o pulso electromagnético (EMP) propagado a partir da descarga, não sendo aparentemente correlacionados com a polaridade do relâmpago fonte.

Os relâmpagos distantes, originados em nuvens que devido à curvatura da Terra se encontram abaixo do horizonte do observador, são frequentemente visíveis durante a noite, particularmente sobre o mar. Conhecidos por "gelações" ou "relâmpagos de calor", são na realidade relâmpagos normais originados em trovoadas distantes e não devem ser confundidos com eventos luminosos transientes ou outros fenómenos incomuns.
Dado o interesse que o fenómeno inspira, e a sua profunda e antiga ligação a mitos e religiões, existem múltiplas descrições de tipologias exóticas de relâmpago, quer no que respeita à duração, à cor da luz percebida e à forma. A existência e características da maioria desses fenómenos nunca foram objecto de confirmação científica, no moderno sentido do termo, contudo, uma das formas, o relâmpago associado ao fenómeno conhecido popularmente por raio globular, tem merecido debate nos meios científicos.